# Žemaitė
Žemaitė (seudónimo de Julija Beniuševičiūtė-Žymantienė; nacida el 4 de junio de 1845, 23 de mayo según el calendario juliano, en Bukantė y fallecida el 7 de diciembre de 1921 en Marijampolė) fue una escritora lituana.
Su seudónimo significa nativa de zemait o samogitiano.
Es la única mujer que ha figurado en los billetes de banco lituanos.

## Biografía
Žemaitė nació en 1845 en una familia noble pero bastante pobre. En su casa todos hablaban en polaco, y tanto la futura escritora como sus tres hermanas crecieron en un ambiente polaco. Julija fue educada en casa. 
Durante la sublevación de 1863-1864 (conocida popularmente como el “Levantamiento de enero”, en el que las naciones de la antigua República de las Dos Naciones (actual Polonia, Lituania, Bielorrusia, Letonia, partes de Ucrania y Rusia Occidental) se sublevaron contra el imperio ruso), Žemaitė apoyó a los rebeldes. Después trabajó como sirvienta en una finca donde conoció a su marido, que era guardabosques. Ella y su marido alquilaron las tierras y durante más de treinta años vivieron trabajando como los agricultores. Durante ese periodo de tiempo criaron a cuatro hijas y dos hijos.  
En 1883 se establecieron en un pueblo ušnėnai (en la actualidad, está al noroeste de Lituania), donde Žemaitė conoció un escritor y activista a favor de todo lo que fuese lituano, Povilas Višinskis. Influenciada por él, se involucró en el movimiento nacional lituano, se interesó en la prensa ilegal y empezó a escribir en lituano. Escribió su primera obra cuando tenía más de cuarenta años.    
En 1912 empezó a vivir en Vilnius y en 1913-1915 Žemaitė fue la editora del periódico Lietuvos žinios. Durante la Primera Guerra Mundial visitó Estados Unidos, donde recogió dinero para ayudar a los lituanos que sufrieron por la guerra (recogió más de 30 mil dólares).  
Tras regresar de los Estados Unidos en 1921, empezó a vivir en Marijampolė. El invierno de ese mismo año contrajo un resfriado del que acabaría muriendo.
En vida estuvo muy involucrada en los asuntos femeninos y las mujeres siempre ocupan el centro de sus obras, que incluye más de 350 cuentos, varias obras teatrales, artículos periodísticos. Su obra más famosa es el cuento “Hijastra”, que cuenta la trágica historia de una mujer llamada Katrė.  
En todas sus imágenes conocidas, Žemaitė siempre lleva el pelo cubierto con un pañuelo con el resultado de que siempre parecía una aldeana. Durante una travesía transatlántica su amiga le pidió que no llevara el pañuelo durante la cena pública, y se cubrió el pelo con bufanda elegante. Pero Žemaitė se sintió tan a disgusto durante la cena que después dijo que si no podía llevar el pañuelo en público, entonces comería sola en su camarote. Las inmigrantes lituanas en Estados Unidos también la presionaron para que llevara sombrero en lugar del pañuelo, pero ella respondió diciendo: «Aunque tuviera que encontrarme con el presidente de los Estados Unidos, llevaría el pañuelo».
1. ↑  «Žemaitė» |url= incorrecta con autorreferencia (ayuda). Vikipedija (en lituano). 29 de febrero de 2020. Consultado el 27 de abril de 2020.
2. ↑  V. Skučaite, "Tai, ko nežinojote apie Žemaitę", Kauno diena, https://kauno.diena.lt/naujienos/laisvalaikis-ir-kultura/kultura/tai-ko-nezinojote-apie-rasytoja-zemaite-706656

- Datos: Q287069
- Multimedia: Žemaitė / Q287069